# Painkiller (Krokus)
Painkiller è il terzo album in studio della heavy metal band, Krokus, uscito nel 1978 per l'Etichetta discografica Phonogram Records.
Il disco è stato stampato lo stesso anno anche negli Stati Uniti, ma con titolo e copertina differente, intitolato Pay It in Metal ed edito in due versioni con copertina differente, mentre la tracklist è rimasta invariata.

## Tracce
1. Killer – 3:57
2. Werewolf – 3:21
3. Rock Ladies – 3:01
4. Bad love – 4:33
5. Get Out of my Mind – 3:40
6. Rock Me, Rock You – 3:20
7. Deadline – 1:59
8. Susie – 3:01
9. Pay It – 3:07
10. Bye Bye Baby – 4:35

## Singoli
- Susie (b-side: Rock me, Rock you)

## Formazione
- Chris von Rohr – voce, basso, tastiere
- Fernando von Arb – chitarra ritmica, tastiere, basso
- Tommy Kiefer – chitarra solista
- Jürg Naegeli – basso, tastiere
- Freddy Steady – batteria